# سالواتوره گامبینو
سالواتوره گامبینو (انگلیسی: Salvatore Gambino؛ زادهٔ ۲۷ نوامبر ۱۹۸۳) بازیکن فوتبال اهل آلمان است.
از باشگاه‌هایی که در آن بازی کرده‌است می‌توان به باشگاه فوتبال تراپانی، باشگاه فوتبال کلن، و باشگاه فوتبال بروسیا دورتموند اشاره کرد.